# Chržín
Obec Chržín se nachází při Bakovském potoce 7 km severozápadně od Kralup nad Vltavou a 3 km severovýchodně od Velvar v okrese Kladno, kraj Středočeský. Žije zde 309 obyvatel.

## Části obce
- Chržín
- Budihostice
- Dolní Kamenice

## Historie
První písemná zmínka o obci pochází z roku 1292. V roce 2016 zde žilo 253 obyvatel.

### Územněsprávní začlenění
Dějiny územněsprávního začleňování zahrnují období od roku 1850 do současnosti. V chronologickém přehledu je uvedena územně administrativní příslušnost obce v roce, kdy ke změně došlo:
- 1850 země česká, kraj Praha, politický okres Slaný, soudní okres Velvary[4]
- 1855 země česká, kraj Praha, soudní okres Velvary[4]
- 1868 země česká, politický okres Slaný, soudní okres Velvary[4]
- 1913 země česká, kraj Praha, politický okres Kralupy nad Vltavou, soudní okres Velvary[5]
- 1939 země česká, Oberlandrat Mělník, politický okres Kralupy nad Vltavou, soudní okres Velvary[6]
- 1942 země česká, Oberlandrat Praha, politický okres Kralupy nad Vltavou, soudní okres Velvary[7]
- 1945 země česká, politický okres Kralupy nad Vltavou, soudní okres Velvary[8]
- 1949 Pražský kraj, okres Kralupy nad Vltavou[9]
- 1960 Středočeský kraj, okres Kladno[10]

### Rok 1932
V obci (přísl.Budihostice, Dolní Kamenice, 727 obyvatel, katol. kostel) byly v roce 1932 evidovány tyto živnosti a obchody: cihelna, 2 obchodníci s dobytkem, holič, 4 hostince, 2 koláři, 3 kováři, 2 krejčí, malíř, mlýn, obuvník, továrna na pharmaceut. přípravky, pokrývač, 25 rolníků, řezník, sadař, 3 obchody se smíšeným zbožím, 2 trafiky.

## Pamětihodnosti
Na hřbitově kostela svatého Klimenta je od roku 1799 pohřben Antonín Strnad, meteorolog, profesor a rektor Karlovy univerzity.
Nad návsí stojí boží muka.

## Doprava
- Silniční doprava – Obcí prochází silnice I/16 v úseku Slaný - Mělník.

- Železniční doprava – Železniční trať ani stanice na území obce nejsou. Nejblíže obci je železniční dopravna Velvary ve vzdálenosti 2,5 km ležící na trati 111 z Kralup nad Vltavou do Velvar.

- Autobusová doprava 2025 – V obci zastavovala autobusová linka PID 617 Kladno - Slaný - Roudnice nad Labem ( v pracovních dnech 15 spojů, o víkendu 4 spoje ) (dopravce AKV bus, a.s.)